# 지라볼라
지라볼라(Girabola), 또는 'Campeonato Nacional de Futebol em Séniores Masculinos'는 앙골라 축구의 최상위 리그이다. 앙골라 축구 연맹에 의해 운영되며,리그 우승자와 준우승
자는 CAF 챔피언스리그에 진출할 수 있는 자격이 주어진다.

## 같이 보기
- 타사 데 앙골라
- 수퍼타사 데 앙골라
- 세군도나